# Star Fox
Star Fox (スターフォックス, Suta Fokkusu) és una popular franquícia de videojocs del gènere videojoc de tir a l'estil videojoc shoot 'em up, produïda i distribuïda per Nintendo. La sèrie consta de 5 jocs fins al moment distribuïts en les següents consoles de Nintendo: Super Nintendo, Nintendo 64, GameCube, Nintendo DS, Nintendo 3DS (amb un remake), Wii U.

## Sistema de joc
Cada joc té la seva pròpia història, que es va desenvolupant en fases. El principal objectiu de cada fase és destruir la major quantitat d'enemics possible, obtenint certa puntuació qual La majoria de fases tenen un cap final, bastant gran i més resistent que els altres enemics, el qual sol tenir alguns punts febles que han de ser aprofitats.
A la pantalla sempre apareix una barra de vida, que quan es buida, es perd una vida i s'ha de reiniciar la missió, ja que el vehicle ha estat destruït; el nombre de bombes de què es disposa; un radar que indica les posicions d'amics i enemics; i un punt de mira que servirà al jugador per apuntar als enemics i que és principalment el que es pot moure.
Durant les missions es rebran missatges de certs personatges, la majoria d'integrants de l'equip Star Fox, que necessiten l'ajuda del jugador perquè estan sent perseguits, donen pistes, reorganitzen la missió o simplement xerren per donar cert realisme a l'acció.
Aquest és el sistema de joc de la saga a grans trets. Per conèixer més detalladament aquest aspecte, cal visitar cada joc per separat.

## Entregues

### Starwing
Es va llançar el 1993 per SNES. Anomenat Starwing a Europa a causa de problemes legals amb el nom de la marca. Va ser desenvolupat per Nintendo EAD i programat per Argonaut. Va ser revolucionari per a la seva època gràcies a l'ús del famós xip Super FX que permetia mostrar gràfics tridimensionals.
En aquest joc Fox McCloud i el seu equip, Slippy Toad, Peppy Hare i Falco Lombardi, s'enfronten a Andross, que pretén destruir el sistema Lylat.

### Star Fox 64
Es va llançar el 1997 per N64. Anomenat Lylat Wars a Europa a causa de problemes legals amb el nom de la marca. Va ser desenvolupat per Nintendo EAD. Va ser el primer joc a fer ús de vibració amb el Rumble Pak. El joc és completament tridimensional, i va incloure nous vehicles i diàlegs parlats.
La història és similar a l'anterior, ja que es considera un remake, al qual afegeix una mica més de profunditat als seus personatges i història. Per això, es pren com el principi real de la saga Star Fox respecte dels futurs jocs.
Es va llançar un remake per a la nova consola de videojocs Nintendo 3DS anomenat Star Fox 64 3D.

### Star Fox Adventures
Es va llançar el 2002 per GameCube. Va ser desenvolupat per Rare i es va allunyar del gènere shooter per passar a convertir-se en un videojoc d'aventura.
L'equip Star Fox rep una missió que els diu que algunes de les parts del planeta Sauria s'han apartat d'aquest i això pot ser potencialment perillós per Corneria. En aquest joc apareix per primera vegada Krystal, el Príncep Tricky i el General Scales.

### Star Fox: Assault
Es va llançar el 2005 per GameCube. Va ser desenvolupat per Namco i va tornar de nou al gènere shooter. S'inclou per primera vegada fases a peu en tercera persona.
La història té lloc un any després de l'enderrocament de l'emperador Andross vist en Star Fox Adventures, quan Andrew Oikonny, nebot d'Andross decideix reconquistar l'imperi del seu oncle reunint tropes per iniciar una rebel·lió; davant l'amenaça de Oikonny, el General Pepper, cap al comandament de les defenses del Sistema Lylat, pren cartes en l'assumpte i decideix cridar a l'equip Star Fox per acabar amb l'amenaça, però temps després s'adona que una raça d'extraterrestres anomenats aparoides volen destruir la vida existent en el sistema Lylat, llavors l'equip Star Fox posa davant davant el problema.

### Star Fox: Command
Es va llançar el 2006 per a Nintendo DS. Va ser desenvolupat per Q-Games i va ser el primer per a una portàtil i el primer a incloure funcions en línia. A més, torna a ser un joc en el qual es maneja únicament naus, i afegeix noves característiques pròpies de videojocs d'estratègia.
Fox queda com a únic integrant de l'equip (juntament amb ROB 64) i li assignen una missió al planeta Venom. Li notifiquen que una raça alienígena, coneguda com els Anglars, ha començat a atacar a diferents planetes del sistema Lylat, de manera que, un cop més, ha d'ajudar a restaurar la pau en aquesta galàxia. No obstant això, no pot fer-ho sol, per la qual cosa ha de reunir al seu equip perquè l'ajudin a acabar amb el caos.